# مقرن بن زامل الجبري
ٱلسُّلۡطَانُ مُقۡرَنُ بۡنُ زَامِلٍ ٱلۡجَبۡرِيُّ (غير معروف – 927 هـ / غير معروف – 1521 م) سادس حُكَّام الدولة الجبرية، تولى حُكم الدولة خلفًا لخاله صالح بن سيف الجبري من سنة 922 هـ / 1516 م حتى مقتله سنة 927 هـ / 1521 م في جزيرة البحرين.
ورثَ مُقرن من السلطان صالح دولةً تمتدُّ نفوذها من كاظمة شمالًا إلى منطقة ظفار جنوبًا ومن إقليم البحرين شرقًا إلى اليمامة غربًا، وكانت الدولة في عهد مقرن تمرُّ في أفضل مراحلها وواجه في عهده الاستعمار البُرتُغالي في الخليج العربي وتصدَّى لهم في عُمان وجزيرة البحرين حتى قُتل في معركة ضدهم سنة 927 هـ / 1521 م انتهت باستيلاءهم على جزيرة البحرين وأخذ جُثمانه معهم.
يُعتبر مقتل مُقرن نهاية العصر الذَّهبي للدولة الجبريَّة ونتجَ من وفاته فترة ضعف شديدة للدولة حيث ظهرت الحركات المُتمردة في منطقة نجد وتلى سقوط القطيف مع البحرين على يد البُرتُغاليين وتدخل القوى الخارجية مثل إمارة المنتفق ومملكة هُرمُز في أنظمة حُكم الجبور، إضافةً إلى اختلاف الأسرة الحاكمة فيما بينها بشأن الحاكم التالي، فإنَّ مُقرن لم يوصي بتولية أحدٍ للحُكم من بعده ليظهر من بعده أُمراءٌ قليلِ الخِبرة لم يستمر حُكمهم أكثر من 5 سنوات.

## نشأته ونسبه

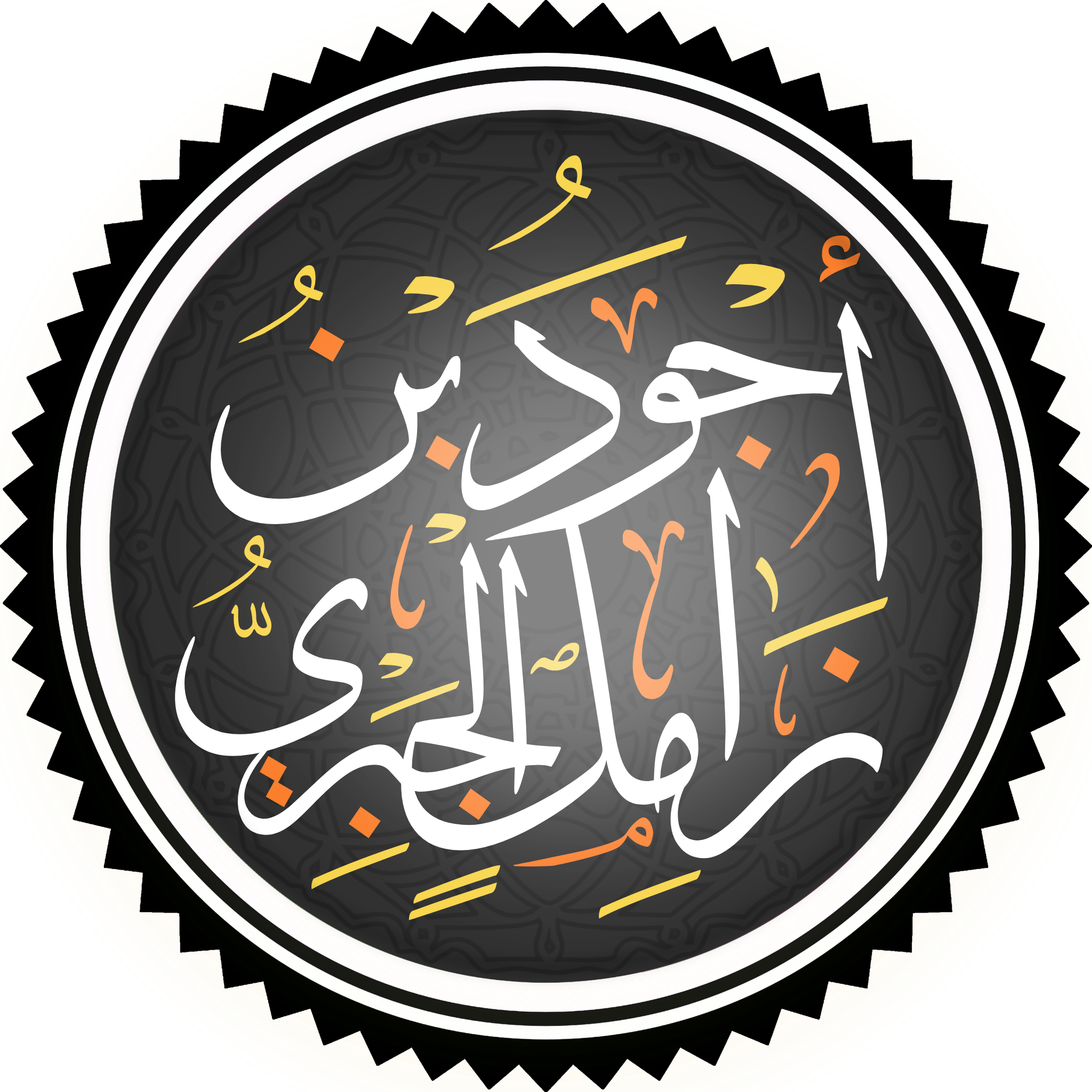
تخطيط اسم السُّلطان أجود بن زامل الجبري بخط الثُّلُث.

لا تذكر المصادر شيئًا عن حياة مقرن الشخصية في مرحلة طفولته وشبابه واكتفت بذكر حُكمه للدولة الجبرية، واختلف الباحثون في صلة القرابة بين مقرن والحاكم الثالث للجبور أجود بن زامل على قولين، زعم فريقٌ أن مقرن هو حفيد أجود واستشهدوا بقول جار الله بن فهد المكِّي من مُصنَّفه «نيل المنى بذيل بلوغ القرى لتكملة إتحاف الورى» حيث ذكر أن مقرن حفيد أجود، في حين زعم فريقٌ آخر أن مقرن هو ابن أجود ويستشهدون بقول ابن لُعْبون من مُصنَّفه «تاريخ ابن لعبون» حيث ذكر أن مقرن ابن أجود، رجَّح عددٌ من الباحثين قول جار الله بن فهد المكِّي وذلك بسبب معاصرته للسلطان مُقرن على عكس ابن لُعْبون فأنه لم يعاصر السلطان ووُلِدَ بعد وفاته بأكثر من قرنين وإضافةً على ذلك فأنه هو الوحيد الذي زعم أن مقرن ابن أجود من بين المؤرخين، وتظهر مصادر عديدة تُرجِّحُ قول جار الله بن فهد المكِّي، مثل قول نجم الدين الغزي في مُصنَّفه «الكواكب السائرة بأعيان المئة العاشرة»، حيث قال عن السُّلطان صالح بن سيف الجبري أنه خال مُقرن وبهذه المصادر التي تعزز قول المكِّي فإن نسب السُّلطان يكون كالتالي: «مقرن بن زامل بن أجود بن زامل بن حسين بن ناصر بن جبر»
نشأ مُقرن بين أسرةٍ حاكمةٍ وكان عددٌ من أقاربه حُكَّامًا للدولة الجبرية، وكان والده الأمير زامل قائدًا عسكريًا في عهد جده أجود بن زامل وساهم في توسيع نفوذ الجبور في منطقة عُمان على حساب الإمامة الإباضية، وكان قائدًا لأول حملةٍ بحريةٍ جبرية ضد الهُرمُزيين في جزيرتهم سنة 880 هـ/1475 م ما جعله يحضى بمكانة عالية بين أسرته وتزوَّج من ابنة عمه الأمير سيف بن زامل الجبري فأنجبت له مُقرَن، وعلى ما يبدو أن شخصيته أثَّرت على ابنه مُقرن حتى استطاع مُقرن الاستيلاء على حُكم الجبور حاملًا خلفيةً تاريخيةً في السياسة من أبيه.

## حُكمه

### تولي الحُكم (922 هـ)

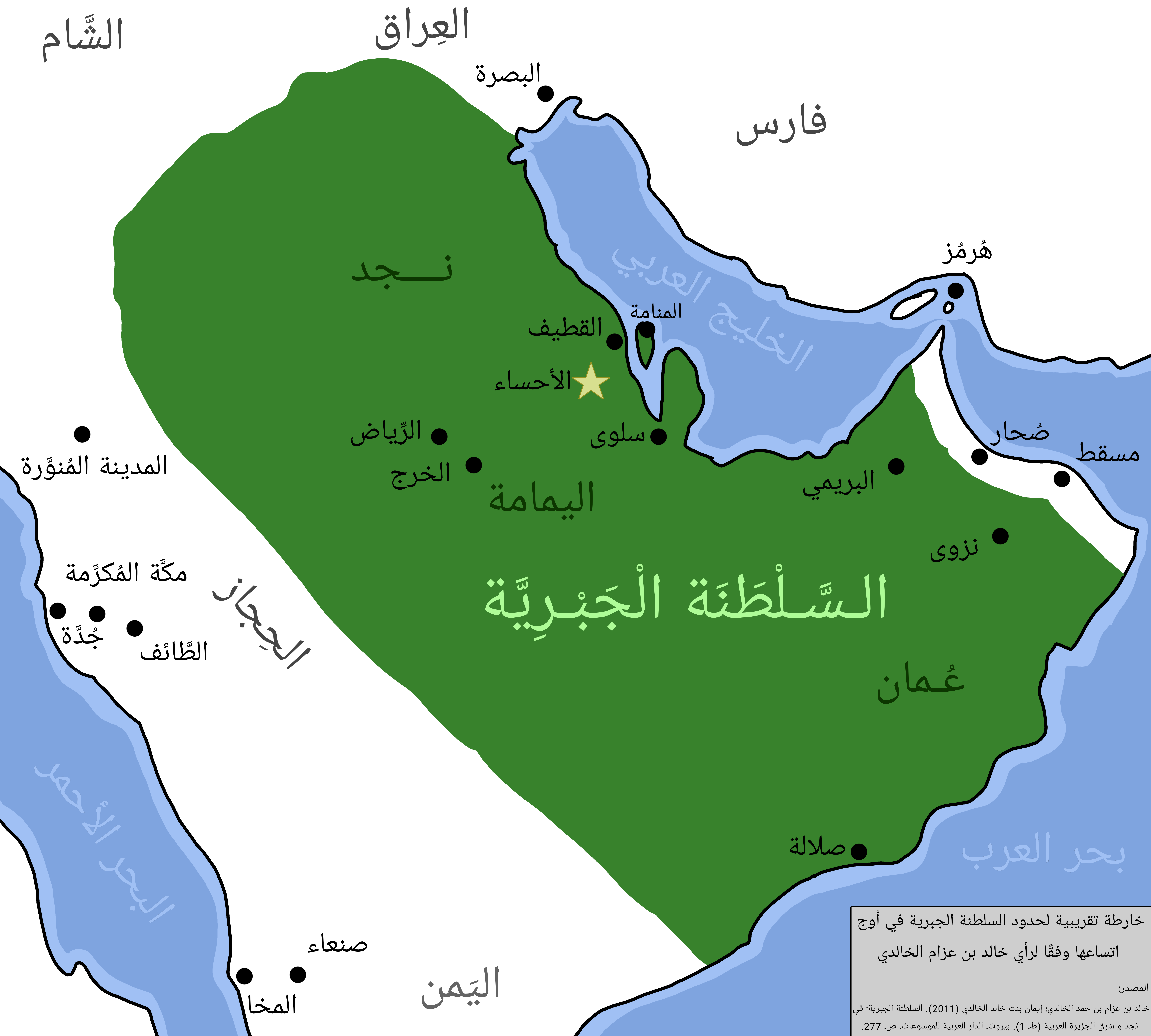
خريطة تقريبيَّة لحدود الدولة الجبرية في أقصى اتساعٍ لها في عهد السلطان أجود بن زامل، ورث السلاطين اللاحقيين هذا النفوذ حتى عهد السلطان مُقرن بن زامل الجبري.

تولى السُّلطان صالح بن سيف الجبري حُكم الدولة الجبرية سنة 917 هـ/1511 م، كانت الدولة الجبرية في عهده تواجه خطر الاستعمار البُرتُغالي في الخليج العربي وسيطرتهم على مضيق هُرمُز الذي أثَّر سلبًا على اقتصاد الجبور وإضافةً إلى سيطرة الهُرمُزيين على جزيرة البحرين والقطيف سنة 917 هـ/1511 م في عهد السلطان مُحمَّد بن أجود الجبري وتوفي السُّلطان مُحمَّد في السنة نفسها ليرث تلك المُشكلة من بعده السُّلطان صالح، استطاع السُّلطان صالح استرداد القطيف والبحرين سنة 919 هـ/1513 م بعد انقلاب أهاليها ضد الحُكم البُرتُغالي وإضافةً إلى تهديده لحُكم ملوك هُرمُز في عُمان، وعلى ما يبدو أن السُّلطان صالح فَضَّل تسوية العلاقات بينه وبين البُرتُغاليين والهُرمُزيين عوضًا عن قتالهم حيث اتفق معهم بدفع مبلغٍ سنويٍ مُقابل احتفاظه بالبحرين والقطيف، وما يدل على ذلك أيضًا هو ترحيبه بالحاكم الجديد للهند البُرتُغالية ألفونسو دي ألبوكيرك وأرسل إليه الهدايا في جزيرة هُرمُز سنة 921 هـ/1515 م ليرد الجميل القائد ألبوكيرك بعد شهر بإرساله الهدايا إلى السُّلطان صالح في البحرين.
استاء عددٌ من زعماء الجبور من سياسة السُّلطان صالح ومن ضمنهم الزعيم مقرن بن زامل ورأى أنها إهانةٌ للجبور ولدولتهم، ولكن السلطان صالح استمر على نهجه ورأى أن سياسته من تقرُّبه للبُرتُغاليين تُبطل تحالفهم مع ملوك هُرمُز وتخفف الخطر على الجبور، إلا أن الزعيم مقرن رأى أن هذه السياسة تذللٌ زائد للهُرمُزيين والبُرتُغاليين ولم يقتنع بها لذلك ثَارَ على خاله السلطان صالح سنة 922 هـ/1516 م واستطاع الانتصار عليه بعد معارك دامية بين الطرفين وتولى حُكم البلاد سنة 922 هـ/1516 م، وحاول السلطان صالح استرداد حُكمه سنة 925 هـ/1519 م بمُساعدة بعض علماء الدولة ولكن محاولته باءت بالفشل وبذلك تخلص السلطان مُقرن من جميع منافسيه على الحُكم واستقرت الأمور لصالحه.

### صراعه مع الهُرمُزيين والبُرتُغاليين (922 – 927 هـ)

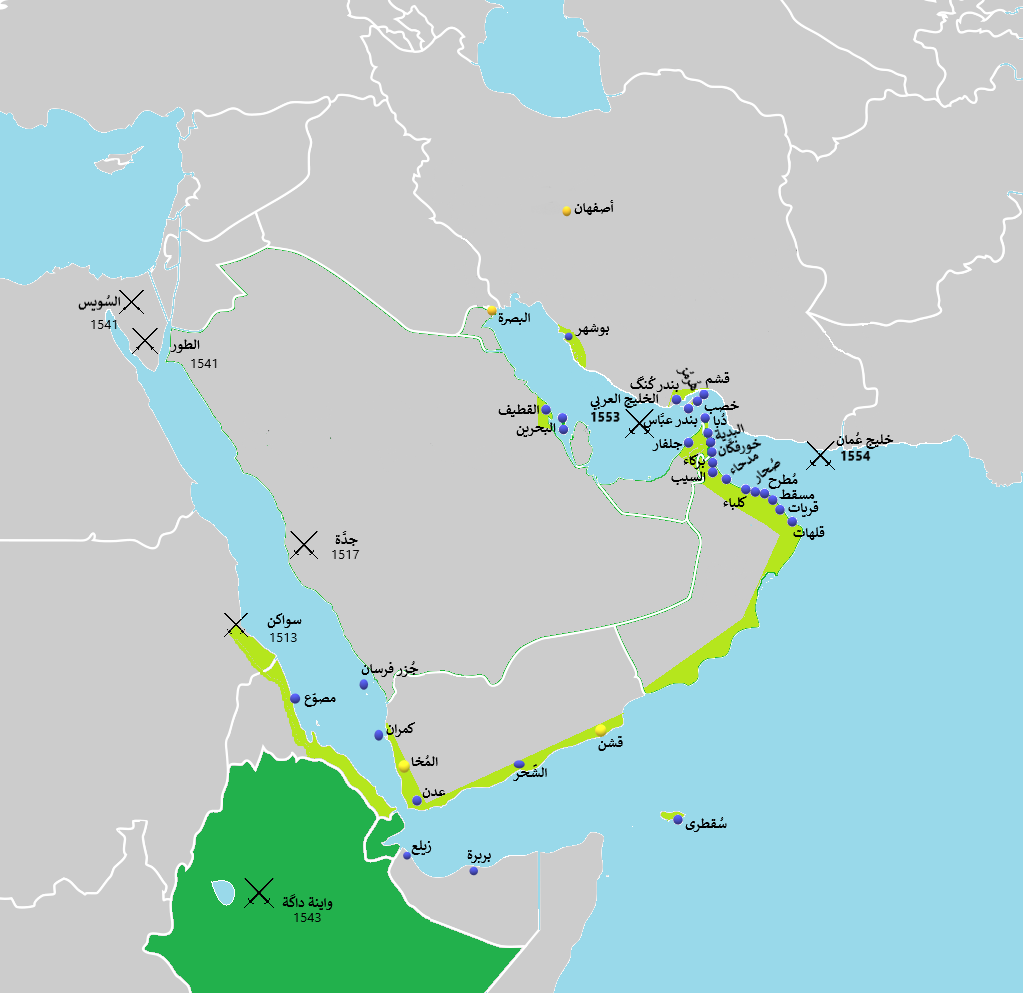
خريطة المُستعمرات البُرتُغالية في شبه الجزيرة العربية خلال القرن السادس عشر والسابع عشر الميلادي.

السُّلطان مُقرن تولى حُكم الدولة في وقت كانت الأوضاع السياسية الخارجية متدهورة وكان نفوذ أعداءه البُرتُغاليين يزداد في الخليج العربي والمحيط الهندي واستطاعوا السيطرة على بعض الأراضي في عُمان ومملكة هُرمُز الذين أعلنوا تبعيتهم للبُرتُغاليين، إضافةً إلى سياستهم التي عُرفت بالقرصنة في شواطئ الخليج العربي منذ ظهورهم فيها وأثَّرت هذه التطورات السياسية سلبًا على اقتصاد الدولة الجبرية التي كانت قائمةً على التجارة بينها وبين الهند وتعرضت فيما بعد للكساد لذلك غيَّر السُّلطان مُقرن سياسة دولته اتجاه البُرتُغاليين التي كانت قائمةً في عهد خاله السلطان صالح من الود وكسب الرضا إلى العداوة والاعتراض على مطالبهم، فبدأ في عدم دفع المبالغ المقررة سنويًا التي كان يؤدِّيها خاله السلطان صالح واعترض على السُّفُن الهُرمُزية والبُرتُغالية التي تمر بين هُرمُز والبصرة وأغرق بعضها ردًا على القرصنة البُرتُغالية في السُّفن الجبرية، وجد البُرتُغاليُّون من أفعال السُّلطان مُقرن سببًا في تحريك أسطولهم اتجاه الخليج العربي.

خريطة مُحافظات منطقة الرياض، تظهر فيها موقع الخرج حيث وِجْهَة الحملة الجبرية سنة 916 هـ / 1510 م.

وعلى ما يبدو أن البرتغاليين كانوا ينتظرون هذه الفرصة للقضاء على الجبور وقتل سُلطانهم مُقرَن حيث كان الجبور يزدادون قوةً يومًا بعد يوم بسبب التعديلات العسكرية التي أجراها السُّلطان مقرن في دولته إضافةً إلى بعض المُساعدات من الدولة العُثمانية التي ساهمت في تطوير الأسطول الجبري لينافس الأسطول البُرتُغالي في الخليج العربي، وكان الطمع الاقتصادي عند البُرتُغاليين في ضم جزيرة البحرين إلى نفوذ الإمبراطورية عاملًا أساسيًا في إعلان الحرب وذلك لاحتوائها على الموارد المرغوبة من الخيل واللُّؤلؤ فوجدوا من صنيع السُّلطان مُقرن على السفن الهُرمُزية والبُرتُغالية في الخليج العربي ما يُلبِّي احتياجاتهم.

### صراعه مع أهل نجد (916 هـ)
يرى بعض الباحثين أن مقرن بن زامل خاض حملة واحدة تأديبية ضد المُتمردين في نجد، ولكن المصادر الأولية لا تذكر اسمه صراحةً في هذه الحملة وتستبدله بالسُّلطان أجود بن زامل ويستشهدون بهذه الحملة من مُصنَّف «تحفة المشتاق في أخبار نجد والحجاز والعراق» لابن بسام ونَسب بعض الباحثين حملة الجبور على نجد سنة 916 هـ / 1510 م إلى السُّلطان مُقرن بن زامل عوضًا عن السُّلطان أجود بن زامل وشكَّك المُحقق إبراهيم الخالدي في تنسيب هذه الحملة للسلطان أجود نظرًا لعُمْر السُّلطان الذي في حال مشاركته لها يكون بلغ 95 عامًا، وبحسب ما ورد عن ابن بسام فإنَّ الحملة الجبرية كانت غايتها تأديب الدواسر وآل مغيرة في الخرج واسترجع السُّلطان مُقرن منطقة الخرج بعد قتال بين الطرفين وطلبوا منه الصلح فصالحهم ورجع إلى الأحساء.

## مقتله

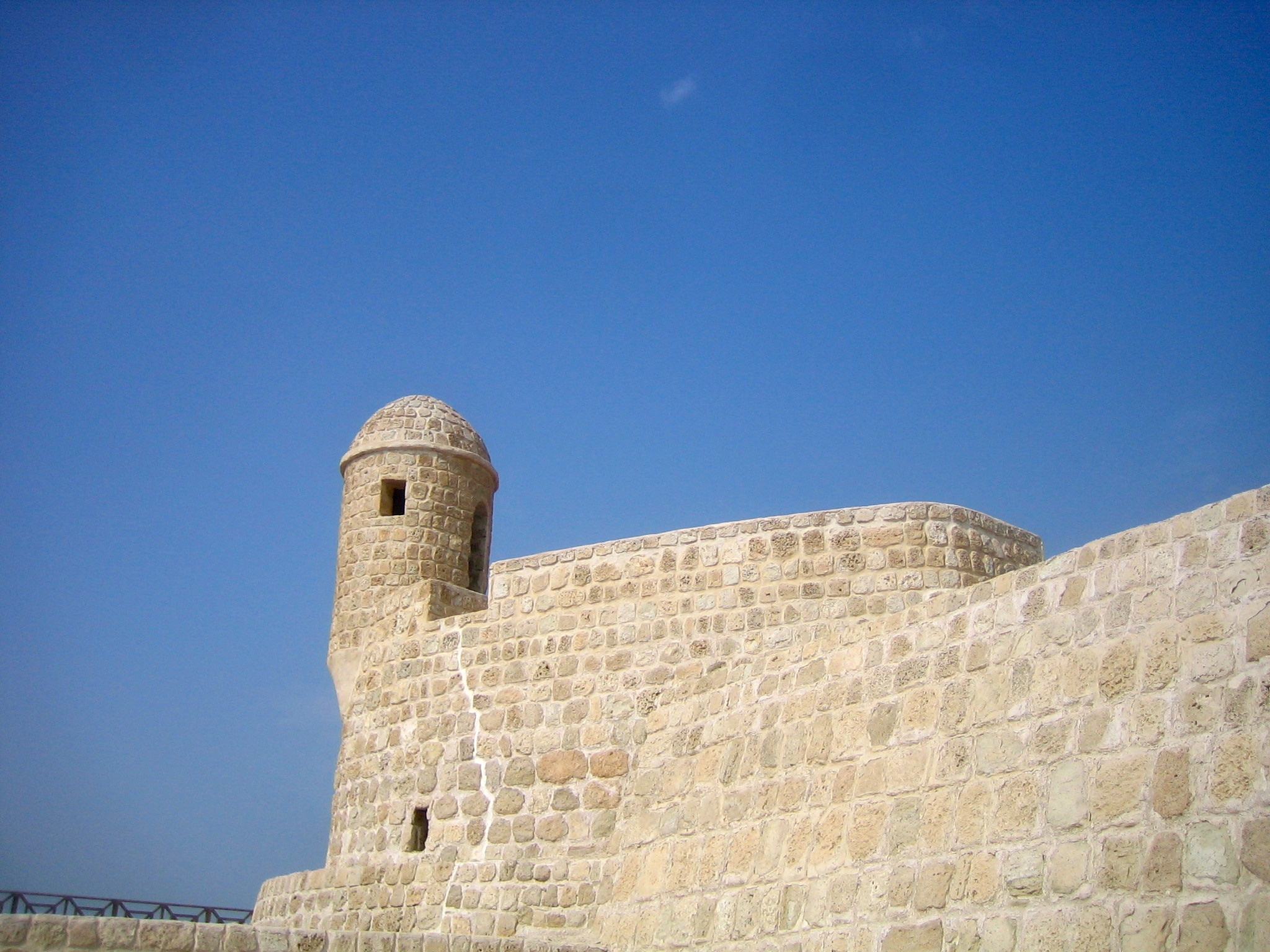
قلعة البحرين، اتَّخذها البُرتُغاليُّون قاعدةً عسكريةً في البحرين بعد سيطرتهم عليها.

تحالف الهُرمُزيُّون مع البُرتُغاليين في تجهيز حملتهم القادمة ضد الجبور في جزيرة البحرين وعلى ما يبدو أن البُرتُغاليين حاولوا جذب الصفويين في إيران إلى تحالفهم ضد الجبور بسبب التشابه بينهم في التوجهات السياسية ضد الدولة الجبرية والطمع الاقتصادي في أراضي الدولة وإضافةً في الجانب الصفوي إلى نشر مذهبهم الاثنا عشرية الشيعي في إقليم البحرين، ولكن الصفويُّون تراجعوا عن فكرة الانضمام نظرًا للهزيمة التي لقوها في معركة جالديران سنة 920 هـ/1514 م ضد العثمانيين التي أضعفت قوة الصفويين كثيرًا حتى أصبحت حملة البحرين على يد البُرتُغاليين والهُرمُزيين فقط، واستغل البُرتُغاليُّون غياب السُّلطان مُقرن عن إدارة الدولة لأداء مناسك الحج فهاجموا جزيرة البحرين سنة 926 هـ/1520 م وتولى حماية الجزيرة المسؤول عليها وعلى القطيف ابن أخت السُّلطان مُقرن الشَّيخ حُمَيْد(1) واستطاع هزيمة التحالف البُرتُغالي-الهُرمُزي.
وصلت أخبار غزاة البُرتُغال وهُرمُز في البحرين إلى السُّلطان مُقرن في مكَّة وبعد إتمامه مناسك الحج طلب المُساعدة من أمراء الدول الإسلامية وشُيُوخ القبائل العربية وخاطبهم بقصيدةٍ يحثهم فيها على قتال البُرتُغاليين، ولاقت قصيدة مُقرن دعمًا من بعض الدولة الإسلامية مثل الدولة العُثمانية وتشير بعض المصادر إلى دعم حاكم منطقة عسير له ببعض الجنود، عاد السُّلطان مُقرن إلى الأحساء مع التعزيزات التي وصلته من القوى المُجاورة وبدأ في تحصين الدفاعات وبناء الأسطول وجمع الأسلحة وتكسيد الموانئ استعدادًا للهجمات القادمة من التحالف البُرتُغالي-الهُرمُزي.
وذكرت المصادر البُرتُغالية تفاصيل كثيرة عن تجهيزات السُّلطان مُقرن ومنها عدد جنود الجبور الذين كانوا إثنى عشرة ألف مُقاتل ومنهم 300 فارس و400 رامي سهم و20 تركي مسؤول على المدافع والبنادق وتولى بنفسه قيادة الجيش، وكما توقع السُّلطان مُقرن فإنَّ التحالف البُرتُغالي-الهُرمُزي شنَّ هُجومًا مرة أخرى على جزيرة البحرين سنة 10 شعبان 927 هـ/17 يوليو (تموز) 1521 م وكان الجيش البُرتُغالي يتكوَّن من سبعة سفن كبيرة حاملةً مدافع كبيرة وأما الجيش الهُرمُزي كان يتكوَّن من مرتزقة العرب والفرس تحملهم 200 سفينة وعددهم ثلاثة آلاف مُقاتل وكان الجيشان بقيادة أمير البحار البُرتُغالي أنطونيو كوريا.

رأس السُّلطان مُقرَن بن زامل الجبري على درع أمير البحار أنطونيو كوريا.

اشتبك الفريقان في جزيرة البحرين أمام قلعة البحرين وكان السُّلطان مُقرن في مقدمة الجيش يحثهم على الصمود وعلى القتال واستمر على هذا طوال القتال حتى أُصِيبَ من سلاح ناري من إحدى السُّفُن البُرتُغالية في فخذه، وخلال القتال نقل بعض أفراد الجيش من موقع القتال إلى أحد المساجد القريبة للعلاج ولكنه تُوفيَ بعد ثلاثة أيام متأثرًا بالجرح وبعد وصول خبر وفاته للجيش الجبري أنهارت معنوياته واستطاع الشَّيخ حُميد تولي قيادة الجيش بعد وفاة السُّلطان فأمر بالانسحاب إلى القطيف ونقل جُثمان السُّلطان مُقرن بن زامل الجبري إليها، وفي بعض الروايات استطاعت قوات التحالف البُرتُغالي-الهُرمُزي أثناء تراجع قوات الجبور انتزاع جثة السُّلطان مُقرن من إحدى السُّفن ونقلوها إلى هُرمُز واقتلعوا رأسه عن جثمانه ليضعوها على درع أمير البحار أنطونيو كوريا للافتخار بانتصارهم، وبعد هذا الانتصار للتحالف البُرتُغالي-الهُرمُزي كرَّم ملك البُرتُغال يوحنا الثالث أمير البحار أنطونيو كوريا بوسام النصر وإضافة اسم البحرين إلى جانب اسمه.

### بعد مقتله (927 – 932 هـ)

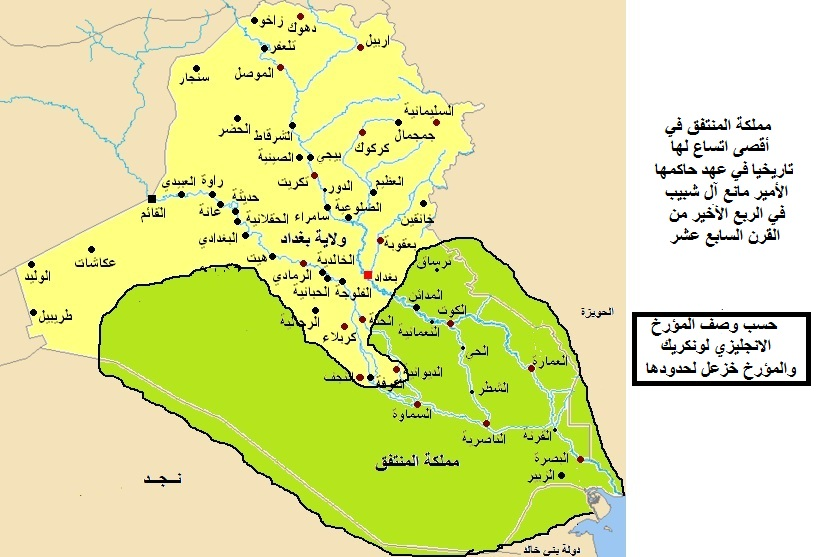
خريطة إمارة المنتفق في أقصى اتساعٍ لها.

أثَّر مقتل السُّلطان مُقرن بن زامل على الأسرة الحاكمة كثيرًا حيث ترك مقتله فراغًا سياسيًا ودبَّ الخلاف بين الأسرة حول الحاكم التالي وتنازع أبناء السُّلطان أجود بن زامل في الأحساء مع أبناء أخيه هلال بن زامل في عُمان على الحُكم، وعانت الدولة الجبرية بعد مقتل مُقرن من خسارة مدينة القطيف أيضًا بعد استيلاء قوات ملك هُرمُز عليها، وكان حُكم الدولة الجبرية مستقرًا على ذرية السُّلطان أجود بن زامل وحاول الحُكام من ذريته بعد مقتل السلطان مُقرن إعادة استقرار الدولة وهيبتها ولكنهم فشلوا في ذلك فسيطرت ذرية هلال بن زامل على الحُكم حتى سقوط الدولة، حاول حُكام الجبور من ذرية هلال بن زامل هي الأخرى في ضبط أمور الدولة ولكن على ما يبدو أن أهل الأحساء لم يرضيهم تولي الجبور حُكم منطقتهم بعد تدهور أوضاعهم لذلك تواصلوا مع شيخ قبيلة المنتفق في البصرة راشد بن مغامس يحثوه على القدوم إلى الأحساء، وبالفعل قَبِلَ الشيخ راشد بن مغامس طلب أهل الأحساء وحال وصوله إليها سيطر على الأحساء وضمها إلى حُكمه سنة 932 هـ/1526 م.

## سياساته

### الدَّاخليَّة

#### التقسيم الإداري
كان نظام حُكم الجبور بسيطًا قائمًا على المشيخة والإمارة ولكن مع توسع نفوذ الجبور في عهد السُّلطان أجود بن زامل الجبري وتحولها لنظام السلطنة قَسَّم البلاد إلى ثلاث مناطق إدارية وكانت كالتالي: الأحساء ونجد ضمن نفوذ السُّلطان الرئيسي، ومنطقة عُمان، ومنطقة القطيف والبحرين، واستمر تقسيم البلاد على هذا المنهج حتى نهايتها وإنما كان السلاطين الجبور يغيرون الأمراء المسؤولون عن هذه المناطق، وهذا ما فعله السُّلطان مُقرن بن زامل فعندما تولى حُكم الدولة وَلَّى ابن أخيه حُسين بن سيف بن زامل بن أجود الجبري أميرًا على عُمان، وولَّى ابن أخته حُميد أميرًا على القطيف والبحرين، وجعل الأحساء ونجد مقرًا لحُكمه.

#### الجيش
كان جيش الجبور يتكوَّن من القوات البرية فقط منذ عصر التأسيس حتى نهاية العصر الذهبي في عهد السُّلطان مقرن بن زامل، وكان للجبور دورٌ في إرسال حملات بحرية ولكنها كانت بسُفُنٍ تجارية أو نقلية فقط ونظرًا للتطورات السياسية في الخليج العربي اتجاه التحالف البُرتُغالي-الهُرمُزي طوَّر السُّلطان مقرن بن زامل الجيش الجبري وأسَّس تقسيمًا جديدًا في الجيش وهي القوات البحرية حتى يُدافع عن الدولة ضد الأسطول البُرتُغالي-الهُرمُزي، وساعده الأتراك العُثمانيُّون في بناء المراكب سريعة الحركة واحتوائها لمدافع تُساعد في إغراق سُفُن العدو.

#### العُمران
تذكر المصادر البُرتُغالية أن السُّلطان مُقرن كان يملك بعض القُصُور في جزيرة البحرين ووصفتها بالجمال وضخامة الحجم، ويُعتقد أنه بنى قلعة القطيف أثناء تحصيناته ضد الحملة البُرتُغالية-الهُرمُزية على البحرين، وتشير المصادر البُرتُغالية أن أمير البحار أنطونيو كوريا دخل أحد هذه القصور وأقام فيها مدة أسابيع حتى عاد إلى هُرمُز.

### الخارجيَّة

#### مع الدولة العُثمانية وشريف مكَّة
كانت علاقة سلاطين الجبور مع شرافة مكَّة ودِّية عمومًا، واستمر السُّلطان مُقرن على نهجهم وأراد تقوية العلاقة معهم فتزوج بابنة الشريف بركات بن محمد الذي كان يدين الولاء للعثمانيين بعد سقوط الدولة المملوكية وعلى ما يبدو أن هذا الزواج كان له تأثيرٌ غير مُباشر في تقوية العلاقات بين الدولة الجبرية والدولة العُثمانية، وزادت العلاقات بين الطرفين على المحبة والود عندما لَبَّت الدولة العُثمانية نداء السُّلطان مُقرن في مواجهة البُرتُغاليين بإرسالها بعض الخُبراء العُثمانيين في بناء المدفعيات والبنادق وقد ساهموا في تأسيس الأسطول الجبري، وما يقوي علاقة الطرفين أنهما متشابهان في توجههم السياسي اتجاه الدولة الصَّفوية فإنَّ الدولتين أظهرت العداوة وكان كليهما يعترضان في طريق الشاه إسماعيل الصفوي الذي أراد نشر المذهب الشيعي في مناطق نفوذهم، وكان للسُّلطان مُقرن علاقاتٌ اقتصاديةٌ مع شريف مكَّة حيث ورد نصُّ من المؤرخ ابن إياس يعبر فيه عن كَرَم مُقرن في السنة التي حجَّ فيها قبل هجوم التحالف البُرتُغالي-الهُرمُزي في إعطاءه المعادن الفاخرة والأموال من بلاد الأحساء إلى أهل مكة والمدينة قائلا: «أتى إلى مكَّة وحجَّ في العام الماضي، وكان يجلب إلى مكة اللؤلؤ والمعادن الفاخرة من المسك والعنبر الخام والعود القماري والحرير الملوَّن وغير ذلك من الأشياء التحفة، قبل إنه لما دخل إلى مكة والمدينة تصدَّق على أهل مكة والمدينة بنحو خمسين ألف دينار»، ويتضح لنا أن ارتباط الدولة الجبرية مع الدولة العُثمانية كانت مرتبطةً بالعلاقة بين سُلطان الجبور مع شريف مكَّة وكانت هذه العلاقة لها عواملها السياسية في زواج السُّلطان مُقرن من ابنة الشَّريف بركات بن محمد وارتباطها الاقتصادي كما بينها المؤرِّخ ابن إياس وأخيرًا في ارتباطها الديني حيث أن السُّلطان مقرن وشرافة مكة وسلاطين الدولة العُثمانية كانوا يعتقنون المذهب السني.

#### مع الإمبراطورية البُرتُغالية ومملكة هُرمُز

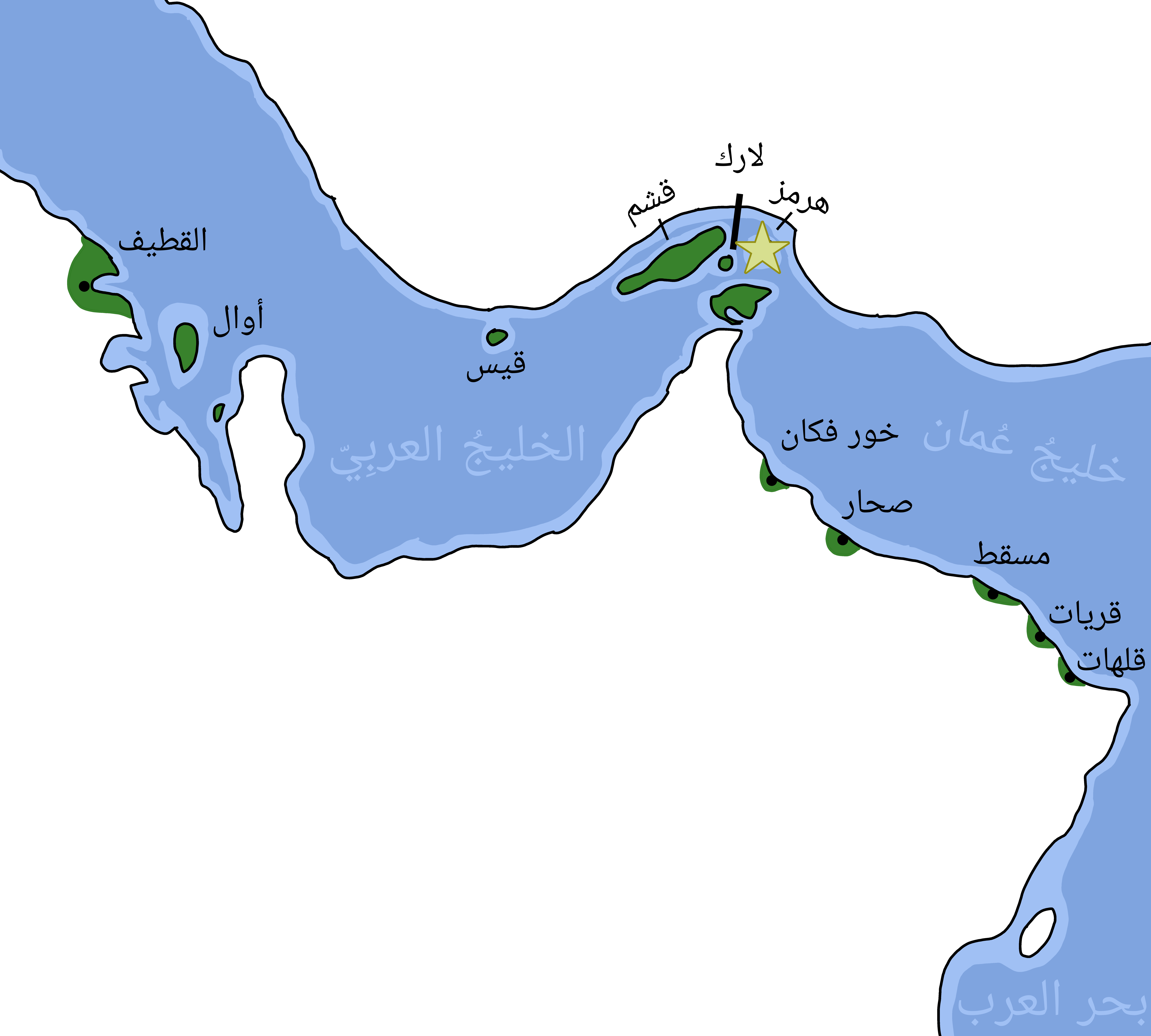
نفوذ مملكة هُرمُز في الخليج العربي.

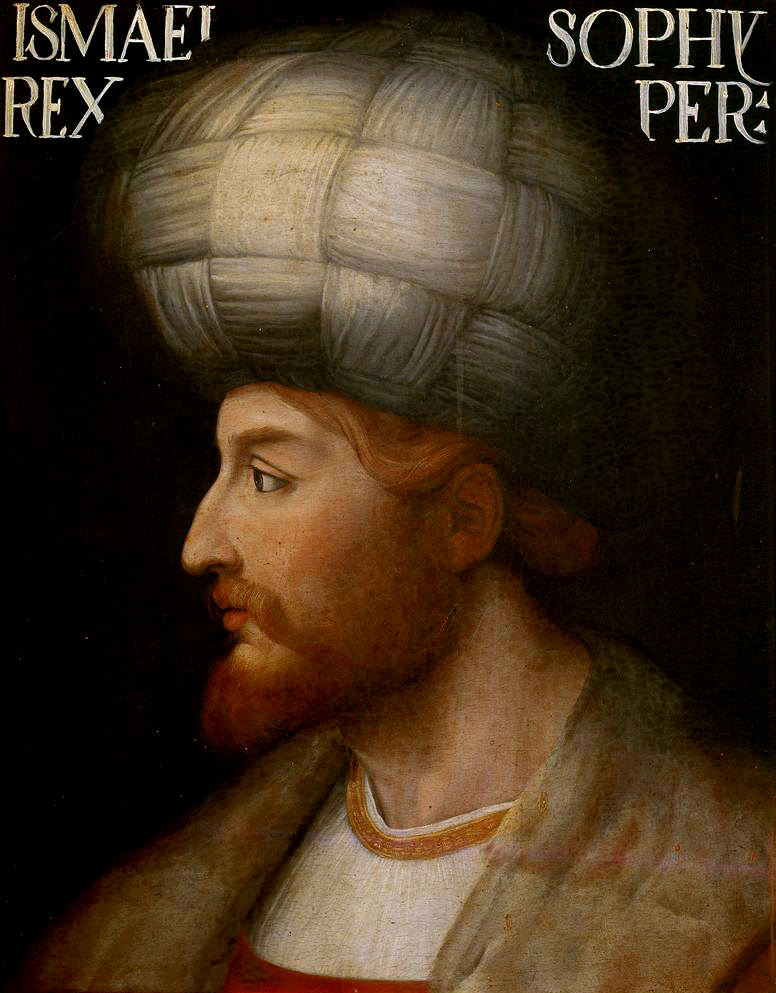
لوحة شخصية لإسماعيل الصفوي بريشة كريستوفانو ديل ألتيسيمو.

بدأت العلاقات الجبرية الهُرمُزية في فترة تأسيس الدولة الجبرية وكانت الدولة الجبرية تتوسع في إقليم البحرين على حساب الجروانيُّون التي كانت تدين بالتبعية لمملكة هُرمُز فسيطرت على الأحساء سنة 920 هـ/1417 م وعلى القطيف سنة 843 هـ/1439 م بقيادة أميرها سيف بن زامل الجبري، ولكن ملوك هُرمُز أغفلوا عن هذه التطورات السياسية في إقليم البحرين بسبب الخلافات الداخلية بينهم على الحُكم حتى استقرَّت الأمور عند الملك فخر الدين توران شاه الثاني الهُرمُزي، ولكن لم تستقر الأمور طويلًا فبعد وفاة الملك توران شاه تجدَّد الخلاف من جديد بين أبناءه على الحُكم واستغل السُّلطان أجود بن زامل الجبري هذا النزاع واستولى على جزيرة البحرين سنة 880 هـ/1475 م وبدأ في تهديد ممتلكات الهُرمُزيين في سواحل عُمان لذلك سمحت الأسرة الهُرمُزية بمرور سفن الجبور التجارية عبر مضيق هُرمُز.
وصل البُرتُغاليُّون إلى الخليج العربي سنة 912 هـ/1507 م وهاجموا موانئ مملكة هُرمُز في عُمان واستولوا على جزيرة هُرمُز بقيادة أمير البحار ألفونسو دي ألبوكيرك، صدَّ الجبور هُجُوم البُرتُغاليين في عُمان فهاجموا ميناء صحار وعلى ما يبدو أن الجبور بدأوا علاقتهم مع البُرتُغاليين بالعداوة كما بدأوها مع الهُرمُزيين وأصبح الهُرمُزيين فيما بعد تابعين للإمبراطورية البُرتُغالية فأصبحت الدولة الجبرية تواجه تحالفًا جديدًا يأثر على اقتصادها ونفوذها في الخليج العربي، وانتهج السُّلطان مُقرن سياسة السلاطين الأوَّلين فكانت علاقته مع التحالف البُرتُغالي-الهُرمُزي عدائية من بداية حُكمه حتى مقتله في معركة البحرين.

#### مع الدولة الصَّفوية
كانت العلاقات الجبرية الصفوية سلبيةً بسبب سياسة الشاه إسماعيل الصفوي الذي كان يميل للود والتفاهم مع البُرتُغاليين وكان يهدد حُكم الجبور بتخطيطه على غزو شبه الجزيرة العربية إضافةً إلى تمديد المذهب الشيعي في إقليم البحرين، تحالف الصفويُّون مع البُرتُغاليين في غزو شبه الجزيرة العربية والعراق ومواجهة الدولة العُثمانية وما يدل على ذلك هو رسالة أمير البحار ألبوكيرك إلى الشاه إسماعيل الصفوي قائلًا: «إنني أقدر لك احترامك للمسيحيين في بلادك وأعرض عليك الأسطول والجند والأسلحة لاستخدامها ضد قلاع الترك، وإذا أردت أن تنقض على بلاد العرب أو تهاجم مكة فستجدني بجانبك في البحر الأحمر أمام جدة أو في عدن أو في البحرين أو القطيف أو البصرة وسيجدني الشاه على امتداد الساحل الفارسي وسأنفذ له ما يريد».
ولكن التحالف البُرتُغالي-الصَّفوي لم يستمر طويلًا فإن هذه التخطيطات التي جرت بين ألبوكيرك وإسماعيل الصفوي فشلت بعد هزيمة الصفويين في معركة جالديران سنة 920 هـ/1514 م ضد العُثمانيين والتي أضعفت قوة الصفويين كثيرًا وتوفي ألبوكيرك بعد سنة من هذه المعركة وفشلت خطة البُرتُغاليين والصفويين، وعلى ما يبدو أن الصفويُّون مالوا إلى الحياد في النزاع البُرتُغالي-الجبري بعد واقعة جالديران ولم يتدخل الصفويُّون في حملة البحرين سنة 927 هـ/1521 م في عهد السُّلطان مُقرن ما يدل على ثبات حيادتهم.

## الآراء
حاز السُّلطان مُقرن بن زامل الجبري على إعجاب الباحثين والمُؤرخين لموقفه اتجاه الاستعمار البُرتُغالي في الخليج العربي ومقتله في معركة البحرين، ورغم قِلَّة الآراء حوله لقلة شهرته إلا أن المؤرِّخ ابن إياس والباحثين الجُدد أبدوا رأيهم فيه مدحًا وقالوا عنه:
- المُؤرِّخ ابن إياس: «أُشيع قتل الأمير مُقرَن أمير عربان بني جَبْر، متملك جزيرة بين النهرين إلى بلاد هرمز الأعلى، وكان أميرًا جليل القدر معظمًا مبجلًا في سعة من المال، وكان مالكي المذهب سيِّد عربان الشرق على الإطلاق»[31]
- الباحث مُحمَّد محمود خليل: «لا بد من الاعتراف بشجاعة السُّلطان مقرن الجبري الذي عمل بكل ما أوتي من جهد لإيقاف الحملات الصليبية البرتغالية وصدهم عن غزو البلاد الإسلامية ولا سيما في الخليج الفارسي والجزيرة العربية»[38]
- الباحث خالد بن عزام الخالدي: «كان السلطان مقرن الجبري أول حاكم في المشرق الإسلامي يستشهد في معركة مشرفة ضد الاستعمار البرتغالي الجشع دفاعًا عن أرض العرب والمسلمين»[36]

## الهوامش
1: يُعتقد أن الشَّيخ حُميد هو جد الأسرة الحاكمة آل حُمَيْد التي حكمت إقليم البحرين ما بين (1080 – 1210هـ = 1669 – 1796 م).

### فهرس المراجع
منشورات
عربيَّة
1. 1 2  السعيد (2021)، ص. 85.
2. ↑  المكي (2000)، ج. 1، ص. 421.
3. ↑  ابن لعبون (1988)، ص. 39.
4. ↑  الغزي (1997)، ص. 215.
5. ↑  [أ] السعيد (2021)، ص. 84.
[ب] الناصري (2009)، ص. 422.
6. ↑  الخالدي (2011)، ص. 170.
7. ↑  الخالدي (2011)، ص. 35.
8. ↑  خليل (2006)، ص. 514.
9. ↑  الخالدي (2011)، ص. 36.
10. ↑  [أ] الخالدي (2011)، ص. 37.
[ب] السعيد (2021)، ص. 86.
11. ↑  الخالدي (2011)، ص. 37.
12. 1 2  السعيد (2021)، ص. 87.
13. 1 2  الخالدي (2011)، ص. 65.
14. ↑  خليل (2006)، ص. 521-522.
15. ↑  البسام (2000)، ص. 66.
16. 1 2 3 4  السعيد (2021)، ص. 88.
17. ↑  الخالدي (2011)، ص. 63.
18. ↑  خليل (2006)، ص. 524-525.
19. ↑  السعيد (2021)، ص. 89.
20. ↑  الخالدي (2011)، ص. 66.
21. 1 2 3  السعيد (2021)، ص. 90.
22. ↑  الخالدي (2011)، ص. 67.
23. ↑  خليل (2006)، ص. 536.
24. ↑  الخالدي (2011)، ص. 40-41.
25. ↑  خليل (2006)، ص. 541.
26. ↑  السعيد (2021)، ص. 91.
27. ↑  الخالدي (2011)، ص. 165.
28. ↑  الخالدي (2011)، ص. 170-171.
29. ↑  الخالدي (2011)، ص. 198-199.
30. ↑  خليل (2006)، ص. 539.
31. 1 2  ابن إياس (1984)، ج. 5، ص. 431.
32. ↑  خليل (2006)، ص. 474.
33. ↑  خليل (2006)، ص. 439.
34. ↑  الخالدي (2011)، ص. 50.
35. ↑  الخالدي (2011)، ص. 59.
36. 1 2  الخالدي (2011)، ص. 68.
37. ↑  الناصري (2009)، ص. 423.
38. ↑  خليل (2006)، ص. 527.
39. ↑  الوهبي (1989)، ص. 352.

### بيانات المراجع (مُرتَّبة حسب تاريخ النشر)
الكُتُب
- ابن إياس (1984). بدائع الزُهُور في وقائع الدُهُور. تحقيق: محمد مصطفى (ط. 2). القاهرة: الهيئة المصرية العامة للكتاب. ISBN:977-01-0293-8. OCLC:4771296925. QID:Q114442172.{{استشهاد بكتاب}}:  صيانة الاستشهاد: ref duplicates default (link)
- حمد بن لعبون (1988)، تاريخ حَمَد بن مُحمَّد بن لُعْبُون الوائلي الحنبلي النَّجدي (ط. 2)، الطائف: مكتبة المعارف، OCLC:4770400315، QID:Q125539458
- عبد الكريم بن عبد الله المنيف الوهبي (1989)، بنو خالد وعلاقتهم بنجد: 1080-1208هـ/1669-1794م (ط. 1)، الرياض: دار ثقيف للنشر والتأليف، LCCN:90965812، OCLC:4770620295، OL:18402069M، QID:Q115756960
- نجم الدين الغزي (1997)، الكواكب السائرة بأعيان المئة العاشرة، تحقيق: خليل المنصور (ط. 1)، بيروت: دار الكتب العلمية، OCLC:43222447، QID:Q120985041
- عبد الله بن محمد البسام (2000)، تحفة المشتاق في أخبار نجد والحجاز والعراق، تحقيق: إبراهيم الخالدي (ط. 1)، الرقة: المختلف للنشر والتوزيع، OCLC:4770910277، QID:Q116257134
- جار الله محمد بن عبد العزيز (2000)، نيل المنى بذيل بلوغ القرى لتكملة إتحاف الورى: تاريخ مكة المكرمة من سنة 922 هـ إلى 946 هـ، تحقيق: محمد الحبيب الهيلة (ط. 1)، مكة المكرمة: مؤسسة الفرقان للتراث الإسلامي، OCLC:4770983605، QID:Q125537771
- محمد محمود خليل (2006). تاريخ الخليج وشرق الجزيرة العربية المسمى إقليم البحرين: في ظل حكم الدويلات العربية (العيونيين-العصفوريين-بني جروان-سلطنة هرمز-الجبور) (ط. 1). القاهرة: مكتبة مدبولي. ISBN:977-208-592-5. LCCN:2006308817. OCLC:70634495. OL:16272475M. QID:Q118669529.
- أحمد العامري الناصري (2009)، قبيلة بني خالد في التاريخ: أعلام - أحداث - أماكن - قصائد - خرائط وصور ووثائق تنشر لأول مرة - القبيلة في بعض الدول العربية: العراق - فلسطين - السعودية - الكويت - قطر - البحرين - سوريا - الأردن - لبنان - عُمان - الإمارات - اليمن - مصر - خوزستان (ط. 1)، بيروت: دار الرافدين، OCLC:481175053، OL:45187298M، QID:Q119609860
- خالد بن عزام بن حمد الخالدي؛ إيمان بنت خالد الخالدي (2011). السلطنة الجبرية: في نجد و شرق الجزيرة العربية (ط. 1). بيروت: الدار العربية للموسوعات. ISBN:978-9953-563-16-9. LCCN:2011332519. OCLC:705005796. OL:25365932M. QID:Q120997896.

الدوريات المُحكَّمة
- خالد بن عبد الله السعيد (2021). "السلطان مقرن بن زامل الجبري (ت 927 هـ/1521م)" (PDF). المجلة العربية للنشر العلمي ع. 81: 81–94. ISSN:2663-5798. OCLC:10132922313. QID:Q125821173.

## وصلاتٌ خارجيَّةٌ
- يوسف عبد الرحمٰن. "مقرن بن زامل الجبري!". جريدة الأنباء. مؤرشف من الأصل في 2021-12-28. اطلع عليه بتاريخ 2021-12-28.

| ألقاب ملكية      | ألقاب ملكية              | ألقاب ملكية      |
| ---------------- | ------------------------ | ---------------- |
| سبقه صالح بن سيف | سُلطان الجبور 1516 - 1521 | تبعه علي بن أجود |